# Aphilopota melanomonata
Aphilopota melanomonata là một loài bướm đêm trong họ Geometridae.